# گئورگ-هانس راینهارت
گئورگ هانس راینهارت (به آلمانی: Georg-Hans Reinhardt) (۱ مارس ۱۸۸۷ – ۲۳ نوامبر ۱۹۶۳) یک نظامی بلندپایه آلمانی در دوره رایش سوم بود که در طول جنگ جهانی دوم فرماندهی یگان‌های مختلفی را بر عهده داشت.

## ورماخت

### فرانسه
راینهارت در جریان نبرد فرانسه فرماندهی سپاه ۴۱ موتوریزه با دو لشکر ششم و هشتم زرهی و یک لشکر دوم پیاده‌نظام موتوریزه، به عنوان بخشی از گروه زرهی کلایست از گروه ارتش آ، را بر عهده داشت. با آغاز تهاجم از طریق جنگل‌های آردن، دو لشکر راینهارت با برخورد به ترافیک نیروهای پیاده، با تغییر زیادی برای رسیدن به رود موز مواجه گشتند. به هر صورت پس از گذشت از این مانع، نیروهای او با گذر از خاک لوکزامبورگ، پیشروی سریعی انجام دادند. سپاه راینهارت با فائق آمدن بر دفاع مرزی فرانسوی‌ها، مسیر خود را به عمق خاک این کشور در جانب غرب باز کردند. راینهارت با پیشروی به سمت سن اومر، از جناح چپ نیروهای گروه زرهی کلایست محافظت می‌نمود. او قطع کردن مسیر عقب‌نشینی فرانسوی‌ها به سمت کاسل یورش برد. پوشش هوایی لوفت‌وافه تأثیر ویژه‌ای در فراهم آوردن امکان پیشروی عمیق در اراضی دشمن برای نیروهای راینهارت داشت.
نیروهای راینهارت در محاصره دانکرک مشارکت چندانی نداشتند.

### شوروی
راینهارت در آغاز عملیات بارباروسا، تهاجم آلمان به شوروی، همچنان سپاه ۴۱ موتوریزه را فرماندهی می‌کرد. سپاه بخشی از گروه زرهی ۴ در گروه ارتش شمال بود که می‌بایست از طریق منطقه بالتیک به سمت لنینگراد پیش می‌رفت. با آغاز تهاجم از روز ۲۲ ژوئن سال ۱۹۴۱، نیروهای راینهارت به سرعت خود را به رود دوینا رساندند. راینهارت پیشروی را از روز ۱۰ ژوئیه از سر گرفت اما مقاومت شدید دشمن و اراضی دشوار جغرافیایی مواجه گشت. سپاه او تنها پس از چند کیلومتر پیشروی روز ۱۲ ژوئیه متوقف شد. با دریافت کمک از طرف سپاه ۵۶ موتوریزه اریش فون مانشتاین، راه راینهارت مجدداً به سمت لنینگراد باز شد.